# Tratado de Constantinopla (1590)

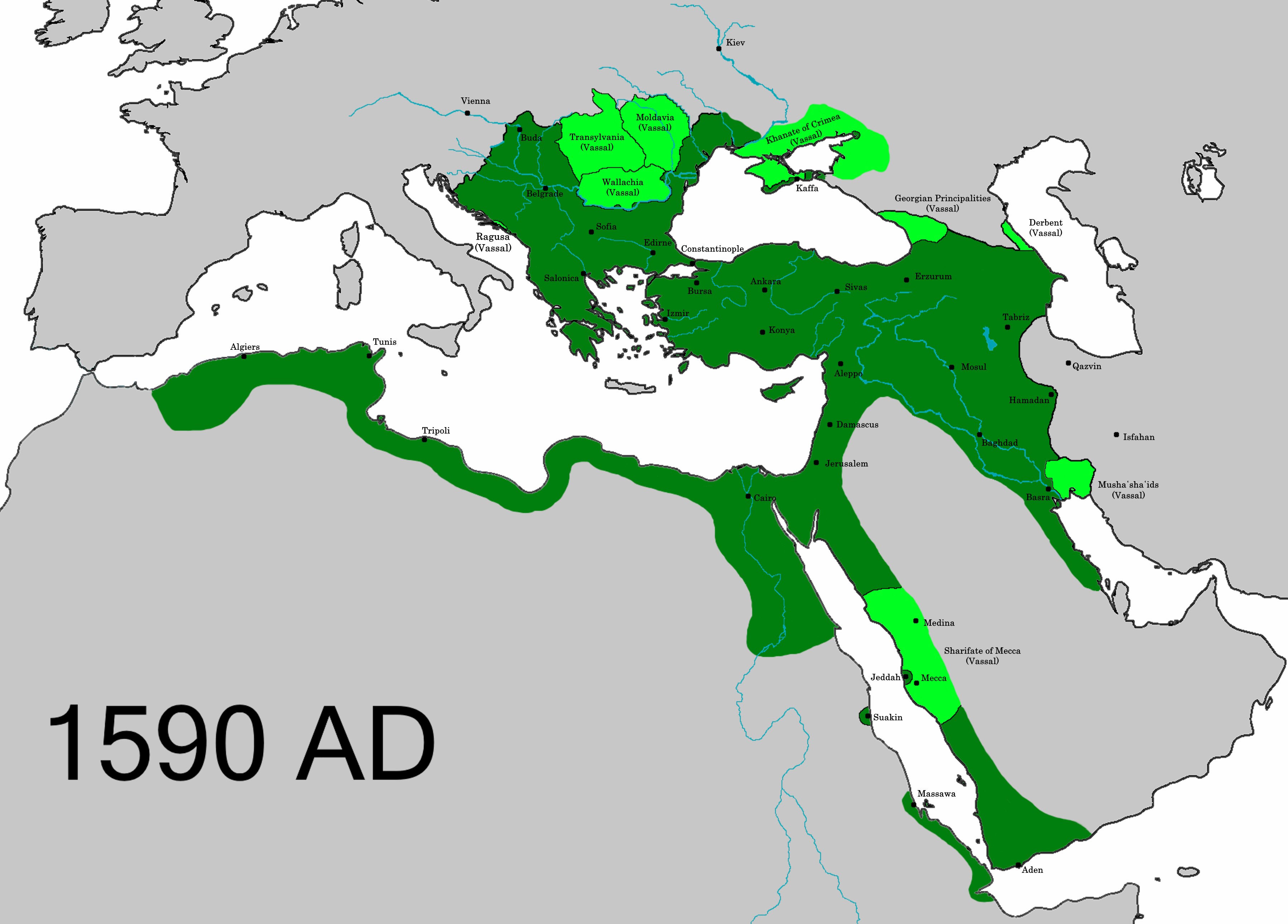
Imperio otomano en 1590

El Tratado de Constantinopla, también conocido como la Paz de Estambul o el Tratado de Ferade Paxá, en turco Ferhat Paşa Antlaşması, fue un tratado entre el Imperio otomano y el Imperio safávida que puso fin a la guerra otomana-safávida de 1578-1590. Fue firmado el 21 de marzo de 1590 en Constantinopla, ahora Estambul. La guerra comenzó cuando el sultán Murad III invadió el territorio safávida de Georgia, en un momento en que los safávidas eran débiles. Con el imperio acosado en varios frentes y sus asuntos internos atormentados por guerras civiles e intrigas cortesanas, el sah Abas I, que ascendió en 1588, optó por la paz incondicional, lo que condujo al tratado que puso fin a 12 años de conflicto. Aunque la guerra y el tratado fueron un éxito para los otomanos y un grave impedimento para los safávidas, el nuevo statu quo demostró ser efímero, ya que en la ronda de hostilidades subsiguiente, varios años después, se recuperaron todas las pérdidas de los safávidas.

## La guerra
Cuando comenzó la guerra, el Imperio safávida se encontraba en un estado caótico y, bajo su débil gobernante Mohammed Khodabanda, los otomanos habían logrado apoderarse de gran parte de las provincias safávidas de Azerbaiyán (incluida la antigua capital Tabriz), Georgia (Kartli, Kajetia y Mesjetia), Karabaj, Ereván, Shirván y Juzestán, a pesar del exitoso contraataque de Mohammed Codabanda dirigido por Simón I. Cuando Abas I desapareció del trono en 1588, el Imperio safávida todavía estaba devastado por los asuntos internos, y por eso los otomanos lograron presionar más, tomando Bagdad en el mismo año y Ganya en Shirván poco después. Ante los problemas de guerras civiles, revueltas, y guerras con los uzbecos en la parte noreste de su país, Abas accedió a firmar un humillante tratado en términos poco ventajosos.

## El tratado
De acuerdo con el tratado, el Imperio otomano conservó gran parte de sus ganancias en la guerra. Comprendían una buena parte del Cáucaso meridional, como los reinos de Kajetia y Kartli, la parte oriental del Principado de Mesquécia, así como Ereván, Karabaj y Shirván, la provincia de Azerbaiyán, incluida Tabriz (pero no Ardabil), Lorestán, Daguestán, gran parte del Kurdistán, Shahrizor, Juzestán, Bagdad y Mesopotamia. Se incluyó una cláusula en el tratado que estipulaba que los safávidas tendrían que dejar de insultar a los tres primeros califas.

## Consecuencias
Este tratado fue un éxito en el Imperio otomano, con vastas áreas anexadas. Sin embargo, no duró mucho tiempo. Abas, que ahora usó su tiempo y recursos disponibles con la paz, se ocupó con éxito de los otros asuntos, entre ellos los de los uzbecos y las revueltas, y esperó el momento adecuado para recuperar sus dominios.